# Smicropus latifasciata
Smicropus latifasciata är en fjärilsart som beskrevs av W. Warren 1895. Smicropus latifasciata ingår i släktet Smicropus och familjen mätare. Inga underarter finns listade i Catalogue of Life.